# USS Doris Miller
De USS Doris Miller (CVN-81) is het vierde (super)vliegdekschip uit de Gerald R. Ford klasse. Het schip is vernoemd naar de kok Doris Miller, die op 7 december 1941 dienst deed toen de Japanse aanval op Pearl Harbor begon. Hij bemande een machinegeweer en kreeg hiervoor een Navy Cross uitgereikt door Chester Nimitz. Hij kwam in november 1943 om door een aanval van een Japanse onderzeeboot op het schip USS Liscombe Bay
De USS Doris Miller zal een waterverplaatsing hebben van 100.000 ton en zal gebouwd worden door Newport News Shipbuilding in Virginia. Naar verwachting zal de bouw beginnen in 2026 en zal het schip zal in 2029 te water gelaten worden. In 2032 wordt het schip in dienst genomen.

## Aandrijving
De Gerald R. Ford-klasse schepen worden aangedreven door twee nucleaire reactoren: A1B voor de  voortstuwing van het schip en om aan de behoefte van elektrische energie te voldoen. De A staat voor aircraft carrier (vliegdekschip). de 1 betekent dat deze kernreactor het eerste ontwerp van de fabrikant is. B betekent dat Bechtel Corporation deze reactoren produceert.